# خورش آلو با مرغ (رمان گرافیکی)
خورشت آلو با مرغ (Poulet aux prunes) نام رمانی گرافیکی است که توسط مرجان ساتراپی نوشته شده‌است.